# Europäischer Fernwanderweg E4
Der Europäische Fernwanderweg E4 ist Teil des europäischen Wanderwegnetzes und soll den südwestlichsten Punkt des europäischen Kontinents (Kap St. Vinzenz in Portugal) in einem großen Bogen durch das westliche Mitteleuropa mit der im Südosten liegenden Insel Zypern verbinden. Der E4 ist mit einer Gesamtlänge von ungefähr 12.090 Kilometern bei weitem der längste aller Europäischen Fernwanderwege.

## Verlauf
Heute verläuft der Weg auf der iberischen Halbinsel von Tarifa an der Südspitze Spaniens entlang der katalanischen Küste zu den Pyrenäen, die er östlich von Andorra überquert.
Über Frankreich und die Schweiz erreicht die Route den Bodensee. Von der Landesgrenze in der Nähe des Gipfels La Dôle folgt der Fernwanderweg dem Höhenzug des Juras bis nach Dielsdorf nördlich von Zürich dem schweizerischen Jurahöhenweg. In der Schweiz ist der E4 stellenweise mit einer Zusatztafel zu den dort üblichen gelben Wegmarkierungen gekennzeichnet (Bezeichnung: Pyrenées – Jura – Balaton).
Im alpinen Grenzgebiet zwischen Deutschland und Österreich werden zwei Schwierigkeitsvarianten angeboten. Die deutsche Voralpenvariante fällt zumeist mit dem Maximiliansweg zusammen. Im weiteren Verlauf bis zum Neusiedlersee gibt es ebenfalls zwei Varianten: Die alpine Variante folgt dem Nordalpenweg 01, die voralpine Variante dem Voralpenweg 04 und ab Wien dem Ostösterreichischen Grenzlandweg 07.
Der ungarische Wegabschnitt verläuft von Kőszeg bis Sátoraljaújhely gemeinsam mit dem Országos Kéktúra bzw. von Budapest bis Sátoraljaújhely gemeinsam mit dem Bergwanderweg Eisenach–Budapest. Der ungarische Wegabschnitt von Sátoraljaújhely bis Nagykereki verläuft auf der Route des Alföldi Kéktúra.
An der rumänischen Grenze endet bisher die Wegbeschreibung der Europäischen Wandervereinigung, die Tour kann von dort aber von Oradea bis Gura Văii auf der Route des E3 fortgesetzt werden, wo man den serbischen Teil des E4 erreicht.
Der serbische Abschnitt führt über rund 1500 Kilometer von der ungarisch-serbischen Grenze bei Srpski Krstur an der Theiß über das Eiserne Tor der Donau bis nach Gradinje bei Dimitrovgrad.
Ein weiterer, erst teilweise markierter Abschnitt des Fernwanderwegs führt durch Bulgarien und den Peloponnes (Griechenland), über die Inseln Kreta und Zypern.